# Ilija Arnautović
Ilija Arnautović (v srbské cyrilici Илија Арнаутовић; 7. července 1924, Niš, Království Srbů, Chorvatů a Slovinců – 16. ledna 2009, Lublaň, Slovinsko) byl srbský/slovinský architekt. Navrhoval řadu obytných, převážně panelových budov. Působil velmi aktivně také i ve Slovinsku, kde prožil podstatnou část svého života.
Arnautović studoval architekturu v letech 1945 – 1948 na ČVUT v Praze, a v letech 1948 – 1953 v Lublani. Ve slovinské metropoli svá studia uskutečnil pod vedením Edvarda Ravnikara. V roce 1952 získal magisterský titul. Po skončení studií získal zaměstnání ve stavební společnosti Zidar v Kočevje; v letech 1954–1955 spolupracoval na projektu výstaviště v Lublani. V letech 1958 – 1960 pracoval v projektové kanceláři Úřadu pro bytovou výstavbu v Lublani.
Stavby, které navrhoval, vznikaly v tehdejší Jugoslávii v duchu tehdejšího brutalismu. Díky vzájemné spolupráci mezi SFRJ a Alžírskem v rámci Hnutí nezúčastněných zemí se Arnautović také dostal k možnosti zrealizovat některé své návrhy v severní Africe.

## Realizované objekty
- 1962: Výškové budovy na Linhartově ulici na sídlišti Savsko, Lublaň
- 1965: Domy v Podgoře, Lublaň
- 1967: Třípatrové domy v Šiškově ulici, Lublaň
- 1970: Obytné domy v Črtomirově ulici na sídlišti Savsko, Lublaň
- 1970–1974: Blok 28 v Novém Bělehradě, Bělehrad
- 1973: 4 budovy s názvem "Slepi Janez", Lublaň.
- 1977: Hotel Obir, Bad Eisenkappel, Rakousko.
- 1977: Pětipatrové domy na sídlišti Bežigrad, Lublaň.
- 1981: Výškové domy ve Vojkově ulici, Lublaň.
- 1983–1986: sídliště Zhun II pro 6000 lidí, Oran, Alžírsko[1]